# Kyösti Lehtonen
Kyösti Emil Lehtonen (* 13. März 1931 in Jämsä; † 15. November 1987 in Helsinki) war ein finnischer Ringer.

## Werdegang
Kyösti Lehtonen wuchs in Jämsä auf und begann dort als Jugendlicher mit dem Ringen. Er gehörte im finnischen Jugend- und Juniorenbereich in seiner jeweiligen Alters- und Gewichtsklasse zu den besten finnischen Nachwuchsringern.
Kyösti wurde 1950 in die finnische Nationalmannschaft aufgenommen und gewann 1952 im Leichtgewicht seine erste nationale Meisterschaft im griechisch-römischen Stil. Er rang ausschließlich diesen Stil bei Wettkämpfen. Trotz seiner Erfolge startete er nicht bei den Olympischen Sommerspielen 1952 in Helsinki.
Die erste internationale Meisterschaft, die er bestritt, waren die Weltmeisterschaften 1953 in Neapel. Er unterlag dort im Endkampf seinem nordischen Rivalen Gustav Freij aus Schweden. Auch bei den Weltmeisterschaften 1955 in Karlsruhe belegte er den 2. Platz. Diesmal schlug er zwar in einem Vorrundenkampf Gustav Freij, unterlag aber im Finale dem sowjetischen Favoriten Grigori Gamarnik knapp nach Punkten.
Bei den Olympischen Spielen 1956 in Melbourne konnte Kyösti Lehtonen seinen größten Erfolg erzielen. Er wurde mit fünf überlegenen Siegen Gewinner der Goldmedaille. Auf dem Weg dorthin besiegte er auch den vielfachen schwedischen Weltmeister Olle Anderberg und Rıza Doğan aus der Türkei.
Eine Enttäuschung brachte dann Weltmeisterschaft 1958 in Budapest. Gegen den Ungarn Gyula Toth gelang ihm nur ein Unentschieden und gegen den Rumänien Dumitru Gheorghe musste er gar eine Schulterniederlage einstecken und schied schon nach der 2. Runde aus.
Bei den Olympischen Spielen 1960 in Rom kam er bis in die 4. Runde, in der er gegen den Bulgaren Dimitru Stojanow nach Punkten unterlag und ausscheiden musste. So wurde er nur 5. bei diesen Wettkämpfen. Er hatte sich vorher mit einem Unentschieden gegen den sowjetischen Sportler Awtandil Koridse eigentlich gute Voraussetzungen für einen erneuten Medaillengewinn geschaffen.
Zur Weltmeisterschaft 1961 in Yokohama konnte der finnische Ringerverband aus Kostengründen nur eine kleine Mannschaft entsenden. Kyösti Lehtonen wurde nicht berücksichtigt. Bei den Weltmeisterschaften 1962 in Toledo in den USA konnte er aber wieder starten. Er hatte aber im Leichtgewicht ein sehr schweres Los gezogen. Er rang gegen Juri Gussow aus der Sowjetunion und gegen Valeriu Bularca aus Rumänien Unentschieden und musste von Stevan Horvat aus Jugoslawien eine knappe Punktniederlage hinnehmen, womit er ausschied. Kyösti beendete nach dieser WM seine Laufbahn als Ringer.
Neben dem Ringen versuchte er sich zudem als Sprinter. Er lief die 100 m in 11,1 Sekunden und belegte mit der Mannschaft von Ilä Ilveksen bei den finnischen Leichtathletik-Meisterschaften 1957 in der 4 × 100-m-Staffel einen guten 3. Platz.
Kyösti Lehtonen litt nach seiner Laufbahn als aktiver Sportler an Alkoholproblemen. Er verstarb mit 56 Jahren.

## Erfolge

### Internationale Erfolge
(OS = Olympische Spiele, WM = Weltmeisterschaft, GR = griechisch-römischer Stil, Le = Leichtgewicht, bis 1960 bis 67 kg, ab 1961 bis 70 kg Körpergewicht, We = Weltergewicht, bis 78 kg Körpergewicht)
- 1953, 2. Platz, WM in Neapel, GR, Le, mit Siegen über Paul Besson, Schweiz, Gyula Tarr, Ungarn, Karel Matoušek, Tschechoslowakei und Schazam Safin, UdSSR und Niederlagen gegen Dumitru Cuc, Rumänien und Gustav Freij, Schweden;
- 1955, 2. Platz, WM in Karlsruhe, GR, Le, mit Siegen über Bruno Granaiola, Italien, Anastasios Moissidis, Griechenland, Ernest Gondzik, Polen und Gustav Freij und Niederlagen gegen Dimitar Stojanow, Bulgarien und Grigori Gamarnik, UdSSR;
- 1956, Goldmedaille, OS in Melbourne, GE, Le, mit Siegen über Jay Thomas Evans, USA, Stojanow, Olle Anderberg, Schweden, Gyula Tóth, Ungarn und Rıza Doğan, Türkei;
- 1958, 13. Platz, WM in Budapest, GR, Le, mit einem Unentschieden gegen Gyula Tóth und einer Niederlage gegen Dumitru Gheorghe, Rumänien;
- 1960, 5. Platz, OS in Rom, GR, Le, mit Siegen über Benjamin Northrup, USA und Mitsuhara Kitamura, Japan, einem Unentschieden gegen Awtandil Koridse, UdSSR und einer Niederlage gegen Stojanow;
- 1962, 2. Platz, „Iwan-Podubbny“-Turnier in Moskau, GR, Le, hinter Dawit Gwanzeladse, UdSSR und vor Dumitru Gheorghe;
- 1962, 12. Platz, WM in Toledo/USA, GR, Le, mit Unentschieden gegen Valeriu Bularca, Rumänien und Juri Gussow, UdSSR und einer Niederlage gegen Stevan Horvat, Jugoslawien

### Finnische Meisterschaften
- 1952, 1. Platz, GR, Le, vor Kalle Haapasalmi und Pauli Hämäläinen,
- 1953, 1. Platz, GR, Le, vor Veikko Rauhala und Horma Vähäsöyrinki,
- 1954, 1. Platz, GR, Le, vor Lasse Talosela und Veikko Peltonen,
- 1955, 1. Platz, GR, Le, vor Erkki Talosela und Peltonen,
- 1956, 1. Platz, GR, Le, vor Vähäsöyrinki und Erkki Sippola,
- 1957, 1. Platz, GR, Le, vor Rauno Mäkinen und Veikko Alanen,
- 1960, 1. Platz, GR, Le, vor Alanen und Jouko Lehtinen,
- 1961, 1. Platz, GR, We, vor Peltonen und Martti Peltoniemi,
- 1962, 1. Platz, GR, Le, vor Lehtinen und Peltonen